# Bolesti dišnog sustava
Dišni sustav je u neprekidnom kontaktu s okolinom. Kroz njega zrakom ulaze razne čestice, pa je kao takav jako osjetljiv na bolesti:
- Prehlada - najčešća bolest dišnog sustava koju može uzrokovati na stotine različitih virusa. O vrsti virusa koji je izazvao prehladu ovise i simptomi. U pravilu bolest zahvati gornje dijelove dišnog puta: nos i grlo, no može zahvatiti i grkljan (laringitis) i pluća (akutni bronhitis). Simptomi prehlade su: hunjavica, kašalj, kihanje, promuklost, suzenje i grlobolja. Imunološki sustav čovjeka u pravilu je učinkovit prema prehladi, koja rijetko kad traje dulje od 7 dana. Postoje bolesti koje se mogu nastaviti na prehladu, a to su: infekcija ždrijela, krajnika ili pluća, te angina.

- Akutni bronhitis - njega uzrokuje upala sluznice gornjih dišnih puteva, do koje je došlo djelovanjem virusa. Simptomi su otežano disanje, hripanje, povišena tjelesna temperatura, bol u prsnom košu i kašalj sa sivkastim ispljuvkom.

- Kronični bronhitis - najčešći uzrok ove bolesti je pušenje i onečišćen zrak. To iritira sluznice gornjih dišnih puteva, pa one odebljaju, a dišne cijevi se začepe. Kod nekih bolesnika oštećuju se i alveole, pa nastaje enfizem pluća. Tijelo dobiva sve manje kisika i otežan je protok krvi kroz pluća, a mogu se javiti i problemi s radom srca.

- Upala pluća (pneumonija) - bolest koju uglavnom uzrokuju neke vrste bakterija ili virusa, no mogu je izazvati i jaki iritativni plinovi. Simptomi ove bolesti su: visoka temperatura, bolno i otežano disanje, te krvav ispljuvak. Disanje će biti otežanije što je veći broj oštećenih alveola. Ponekad može biti oštećen velik dio plućnog krila, ili čak čitavo, što dovodi do smanjenja difuzije kisika u krv. Upala pluća teška je bolest, pa je najbolje odmah javiti se liječniku.

- Rak pluća - bolest dišnog sustava koji se u vrlo visokom postotku javlja kod pušača. Dim iz cigarete oštećuje stanice sluznice dušnika, što je prvi korak ka stvaranju tumora. Tumor se širi na pluća, a potom se krvlju prenose u druge dijelove tijela i stvaraju sekundarne tumore. Prvi simptom bolesti je pojačan kašalj, od kojeg se može patiti i nekoliko godina. Popratni simptomi su: otežano disanje, krvav ispljuvak í bol u prsima.

- Tuberkuloza  - ovu bolest izaziva bacil Mycobacterium tuberculosis i česta je bolest pluća. Otkriveni su razni antibiotici kojima je olakšano liječenje ove bolesti.